# La Jungle en folie
La Jungle en folie est une série de bande dessinée de Mic Delinx (dessin) et Christian Godard (scénario), créée en 1969 dans Pif Gadget. Des albums sont publiés de 1973 à 1988 par Rossel puis Dargaud. Entre 2004 et 2008, Christian Godard a repris seul la série à l'occasion de la nouvelle formule de Pif Gadget ; un album en a découlé, publié par Soleil en 2005.
À la manière du Pogo de Walt Kelly, cette série est une satire de la société humaine au moyen d'animaux anthropomorphes. Elle se démarque cependant du comic strip américain par sa cruauté et son ironie toujours sous-jacente, qui en font une œuvre très particulière.

## Historique
La Jungle en folie est publiée pour la première fois dans le numéro du 13 octobre 1969 de l'hebdomadaire jeunesse Pif Gadget, sous la forme d'un gag en une planche. Elle devient immédiatement une série régulière du journal et apparaît en couverture dès le numéro 56 en mars 1970. Elle connaît son premier récit court, La Conquête de l’espace, dans le no 90 en novembre mais, au fil des années, la grande majorité des histoires publiées restent des gags en une ou deux planches. Le 28 janvier 1974, la série s'interrompt.
C'est cependant à ce moment que la publication en album démarre vraiment, après un premier tome en 1973. La maison d'édition belge Rossel publie sept volumes jusqu'en 1976. En 1977, la série reprend dans Pif. En 1979, Dargaud entreprend de rééditer les albums Rossel et de publier de nouveaux albums, utilisant le large fonds disponible. Une première histoire à suivre, Mambo Zizi Panda, est publiée dans Pif en 1981, immédiatement éditée en album. Des gags sont ensuite publiés plus sporadiquement jusqu'en 1986, alors que les albums continuent à sortir à un rythme soutenu jusqu'en 1988 au vingtième volume.
Avec la déliquescence de Pif Gadget, la série quitte l'hebdomadaire et trouve logiquement refuge en 1987 dans Pilote, le mensuel des éditions Dargaud qui publiaient déjà les albums. Seulement trois gags paraissent. N'étant pas un assez grand succès de librairie pour survivre sans support de prépublication, la série cesse alors.
En 2001, Dargaud lance une édition intégrale de la série. Les dix-huit premiers tomes sont regroupés en six volumes, dont les derniers paraissent en 2003, année de la mort de Mic Delinx.
À partir de 2004, Godard reprend seul La Jungle en folie à l'occasion de la ressortie de Pif sous la forme d'un mensuel. Huit histoires courtes sont publiées. Parallèlement, il réalise Il était une fois le Tuyéti, histoire longue publiée en 2005 par Soleil et qui constitue le premier volume des Nouvelles Aventures de la jungle en folie. Cet album n'est cependant suivi d'aucun autre.
En 2008, trois nouveaux récits de deux planches sont publiées dans Pif mais, faute de lecteurs, le journal disparaît de nouveau. Il n'y a alors plus d'albums publiés.

## Personnages
L'ensemble des personnages vit dans une jungle située au cœur d'un désert infranchissable.
- Joe le tigre : tigre végétarien et pacifique, grand amateur de pommes (donc de cidre)
- Gros Rino : rhinocéros qui porte deux médailles (ce qui est, de l'aveu même de l'auteur, un mystère car le personnage ne brille ni par son talent ni par son courage)
- Potame : hippopotame, qui exerce les fonctions de médecin malgré une compétence douteuse, se définissant comme « rigoureusement spécialisé en n'importe quoi… »
- Mortimer : serpent « à sornettes »
- Auguste : crocodile, poète dilettante
- les pies de bas de pages : commères, reines du calembour raté (elles sont parfois remplacées par des insectes de bas de pages)
- Asti : ver de terre de son état, il vit dans une pomme et refuse de servir d’appât pour la pêche
- Perrette : la belle chevrette
- Lentourloup : le loup commerçant
- Leroy : le lion chauve
- Anatole : la pieuvre

L'équipe de la jungle en folie compte aussi des animaux de légende, tels le cheval ailé Pégase ou Timoléon le dragon.
Un disque souple sonore avec l'enregistrement d'une page de bande dessinée de La Jungle en folie était offert avec le gadget du journal Pif no 100 (1970) : un gramophone en carton. On y entend plusieurs des personnages.

## Analyse
À première vue, La Jungle en folie évoque Pogo, comic strip classique de Walt Kelly : bande dessinée animalière anthropomorphique permettant une satire de la société humaine, humour délirant basé sur des jeux de mots improbables ou des situations absurdes, dessin expressif, théâtralité des personnages.
Cependant, contrairement à Pogo, La Jungle en folie déploie un humour morbide et cynique, où la cruauté et l'ironie ne sont jamais loin. Les personnages, qui évoluent au sein d'un monde clos, semblent empreints d'une « folie meurtrière » car la série se rattache en fait plus à la tradition de la fable animalière, souvent cruelle dans sa volonté de montrer les excès des hommes de son temps.
Le « trait arrondi, à demi léché et subitement flou ou tachéiste de Mic Delinx » et la grande expressivité des regards de ses personnages leur donnent un air sournois et procurent à l'œuvre « une légère touche d'hystérisation » qui accroît à la fois l'absurdité et la morbidité de la série.

## Publications

### Périodiques
- Pif Gadget, 1969-1986[7]
- Pilote, 1987-1988
- Pif Gadget (Christian Godard seul), 2004-2008

### Albums
Parallèlement à la série régulière, Dargaud publie des recueils de gags dans la collection « 16/22 ». Une intégrale en six volumes paraît entre 2001 et 2003.
1. Les Aventures de Joe le tigre (1973)
2. Salut la compagnie ! (1974)
3. La Conquête de l’espace (1974)
4. Corrida pour une vache maigre (1975)
5. Perrette et le grand méchant Louloup (1975)
6. La Crise (1976)
7. Le Mouton enragé (1976)
8. La Belle au bois ronflant (1979)
9. La Cage aux fauves (1979)
10. Le Monstre ...du Loque Néness ! (1980)
11. Mambo Zizi Panda (1981)
12. Le Trou du chou-fleur (1983)
13. La Brigade des morses (1983)
14. Hamac saynètes (1984)
15. La Licorne de brume (1984)
16. Le Fondu enchaîné (1985)
17. Canard à l’orange (1985)
18. Le Fantôme du bengali (1987)
19. Le Dindon de la farce (1987)
20. La Guerre du golf (1988)

coll. « 16/22 »
1. Joe le Tigre vous salue bien (no 36 dans la collection, 1978)
2. Horreur judiciaire (no 45, 1978)
3. Corrida pour une vache maigre (no 53, 1979)
4. Perrette et le grand méchant Louloup (no 65, 1979)
5. La Crise (no 75, 1980)
6. Le Mouton enragé (no 101, 1981)
7. Le Complexe sidérurgique (no 110, 1981)
8. Rien ne va plus, les œufs sont faits (no 127, 1982)
9. La Belle au bois ronflant (no 135, 1982)
10. La Croque-mitaine (no 150, 1983)
11. Entre chèvre et louve (no 162, 1984)

livres illustrés
1. La Pomme (1974)
2. Gros Rino et l’oisillon (1974)
3. Auguste héros de l’espace (1974)
4. Mortimer a des ennuis (1974)

intégrales
- Rombaldi (1982) : reprend les nos 1 et 8 à 11
- Dargaud tomes 1 à 6 (2001-2003) : reprend les nos 1 à 18

Les Nouvelles Aventures de la jungle en folie(réalisé par Christian Godard seul)
1. Il était une fois le Tuyéti (2005)

### Éditeurs
- Rossel : tomes 1 à 7 (première édition des tomes 1 à 7)
- Rossel (collection « Samedi jeunesse ») : tomes 1 à 7
- Dargaud : tomes 1 à 20 (première édition des tomes 8 à 20)
- J’ai Lu BD : tomes 1 à 3
- Rossel (collection « Joe le tigre ») : livres illustrés
- Soleil : Les Nouvelles Aventures de la jungle en folie